# AFI Fest
AFI Fest – festiwal filmowy Amerykańskiego Instytutu Filmowego (AFI) odbywający się w Los Angeles w Kalifornii od 1971.